# Gaston Parlange
Pour les articles homonymes, voir Parlange.
Gaston Parlange, né le 24 août 1897 à Bayonne et mort le 20 novembre 1972 à Pamiers, est un général de division français, grand-croix de la Légion d'honneur.
Il se distingue au commandement de tabors marocains en 1944-1945 puis comme « commandant civil et militaire » durant la guerre d'Algérie.

## Biographie
Engagé volontaire en 1915 lors la Première Guerre mondiale, à dix-huit ans, comme simple soldat, il s'illustre ensuite au cours de la Seconde Guerre mondiale, en 1944-1945  au commandement de tabors marocains, lors de la campagne d'Italie au sein du corps expéditionnaire français du général Alphonse Juin, puis au sein de la 1re armée française du général de Lattre de Tassigny.
Durant la Guerre d'Algérie, le général Parlange est nommé en mai 1955 par Jacques Soustelle, « commandant civil et militaire » des Aurès-Nementcha, foyer de la rébellion algérienne. Placé sous l’autorité du préfet de Constantine, il siège à Batna et est chargé « de la direction de toutes les opérations civiles et militaires en vue du rétablissement de l’ordre ». Il doit se consacrer entre autres à l’action scolaire et sociale en y associant l’armée . En décembre 1959, Paul Delouvrier lui confie la direction de l'inspection générale des regroupements de population (IGRP). Il quitte cette fonction en décembre 1960.
Titulaire de dix-huit citations, il est élevé à la dignité de grand-croix de la Légion d'honneur après 45 ans de services et 41 campagnes en janvier 1961. 

## Distinctions
- Grand-croix de la Légion d'honneur
- Croix de guerre 1914–1918
- Croix de guerre 1939–1945
- Croix de guerre des Théâtres d'opérations extérieurs
- Croix de la Valeur militaire

### Ouvrages
- Fabien Sacriste, Les camps de regroupement en Algérie-Une histoire des déplacements forcés (1954-1962), Presses de Sciences Po, 2022.
- Paul Gaujac, Les goums marocains 1941-1945, l'Esprit du temps, 2021.
- Michel Wattel et Béatrice Wattel (préf. André Damien), Les Grand’Croix de la Légion d’honneur : De 1805 à nos jours, titulaires français et étrangers, Paris, Archives et Culture, 2009, 701 p. (ISBN 978-2-35077-135-9).

### Articles
- « Décès du général Parlange », dans La Koumia : Bulletin de l'Association des anciens des goums marocains et des affaires indigènes en France, n° 54, avril 73, pp. 9-26 (→ lire en ligne)
- Fabien Sacriste, Les « regroupements » de la guerre d’Algérie, des « villages stratégiques » ? , Critique internationale, vol. 79, no. 2, 2018, pp. 25-43. (→ lire en ligne)
- Le général Parlange commande la zone d'état d'urgence du département de Constantine • Une nouvelle "zone de protection " est instituée au sud de l'Aurès, Le Monde,  30 avril 1955.
- Gaston Parlange : notice nécrologique, Le Monde,  26 et 27 novembre 1972.